# Abigail (band)
Abigail er et japansk black/thrash metal-band. De betragtes som en del af den "anden bølge af black metal".

## Medlemmer
- Yasuyuki Suzuki – vokal, guitar, bas
- Youhei Ono – trommer

### Tidligere medlemmer
- Yasunori
- Asuka